# Andessolitaire
De Andessolitaire (Myadestes ralloides) is een zangvogel uit de familie Turdidae (lijsters).

## Verspreiding en leefgebied
Deze soort telt 4 ondersoorten:
- M. r. plumbeiceps: westelijk Colombia en westelijk Ecuador.
- M. r. candelae: het noordelijke deel van Centraal-Colombia.
- M. r. venezuelensis: van noordelijk en westelijk Venezuela en oostelijk Colombia tot noordelijk Peru.
- M. r. ralloides: centraal en zuidelijk Peru, westelijk Bolivia.